# Hogna jiafui
Hogna jiafui là một loài nhện trong họ Lycosidae.
Loài này thuộc chi Hogna. Hogna jiafui được Peng et al miêu tả năm 1997..